# Marcin Janusz
Marcin Kamil Janusz (ur. 31 lipca 1994 w Nowym Sączu) – polski siatkarz, reprezentant Polski, grający na pozycji rozgrywającego. 
Na parkietach PlusLigi miał swój debiut w sezonie 2011/2012, będąc zawodnikiem PGE Skry Bełchatów. W 2018 roku zadebiutował w seniorskiej reprezentacji Polski.
W 2022 roku podczas Gali 20-lecia Polskiej Ligi Siatkówki został siatkarzem sezonu 2021/2022 PlusLigi.

## Życie prywatne
Zaczął grać w siatkówkę w trzeciej klasie podstawówki. Na pierwsze treningi siatkarskie zabierał go tata, Jacek. Pod okiem Kazimierza Mordarskiego uczęszczał do Uczniowskiego Klubu Sportowego w Szkole Podstawowej nr 20 w Nowym Sączu. Karierę rozpoczynał na środku siatki, następnie był przyjmującym, a dopiero potem grał na boisku jako rozgrywający. W dzieciństwie brał lekcje muzyki na pianinie. Jego rodzice są z wykształcenia inżynierami konstruktorami, ojciec jest dyrektorem Wydziału Budownictwa w sądeckim Starostwie Powiatowym, zaś matka, Amal, pół-Algierka, jest projektantką. Ma młodszą siostrę Sylwię.
W połowie 2022 roku wziął ślub z dietetyczką Katarzyną Olszewską.

## Sukcesy klubowe
Puchar Polski:
- 2016, 2022[11], 2023[12]

Mistrzostwo Polski:
- 2018, 2022[13]
- 2017, 2023[14]
- 2016

Superpuchar Polski:
- 2017, 2023[15]

Liga Mistrzów:
- 2022, 2023[16]

## Sukcesy reprezentacyjne
Liga Narodów:
- 2023[17]
- 2021
- 2019, 2022[18], 2024[19]

Puchar Świata:
- 2019

Mistrzostwa Świata:
- 2022[20]

Mistrzostwa Europy:
- 2023

Igrzyska Olimpijskie:
- 2024[21]

## Nagrody indywidualne
- 2018: Najlepszy rozgrywający turnieju finałowego Pucharu Polski
- 2022: MVP turnieju finałowego Pucharu Polski
- 2022: Najlepszy rozgrywający Memoriału Huberta Jerzego Wagnera[22]
- 2023: Najlepszy rozgrywający Mistrzostw Europy[23]

## Odznaczenia
- Krzyż Kawalerski Orderu Odrodzenia Polski (2024)[24][25]